# Kongresshalle (Berlin-Mitte)
Die Kongresshalle ist ein Baudenkmal am Alexanderplatz im Berliner Ortsteil Mitte des gleichnamigen Bezirks. Sie wurde 1961–1964 vom Kollektiv Hermann Henselmann im Stil der sozialistischen Moderne errichtet. Zum Bauensemble gehört auch das Haus des Lehrers mit dem Fries Unser Leben von Walter Womacka.

## DDR-Zeit
Im Ergebnis eines Beschlusses des Berliner Magistrats von 1964 erfolgte ein vollständiger Neuaufbau des im Zweiten Weltkrieg zerstörten Alexanderplatzes nach einer städtebaulichen Konzeption von Joachim Näther und Peter Schweitzer. Für den zentralen Bereich des Platzes sah die Konzeption am Ort des früheren Lehrervereinshauses ein neues Haus des Lehrers vor. Dieses und die südwestlich angrenzende Kongresshalle entstanden nach Plänen des Ost-Berliner Architekturbüros von Hermann Henselmann mit seinen Mitarbeitern Bernhard Geyer und Jörg Streitparth. Für die Feinplanung, die Bauingenieurarbeiten und die künstlerische Gestaltung der Fassaden und der Innenräume waren unter anderem Bernhard Haustein, Günther Kless, Otto Schmidt, Ullrich Wagner, Siegfried Weißhaupt sowie Karl-Heinz Wendisch zuständig. Die Ausführung der Bau- und kunsthandwerklichen Arbeiten oblag dem VEB Stuck und Naturstein Berlin. 
Zwischen der Grundsteinlegung am 12. Dezember 1961 durch den damaligen Ost-Berliner Oberbürgermeister Friedrich Ebert und der Fertigstellung vergingen drei Jahre Bauzeit. Das aus dem Haus des Lehrers und der Kongresshalle bestehende Bauensemble wurde am 9. September 1964 eröffnet.

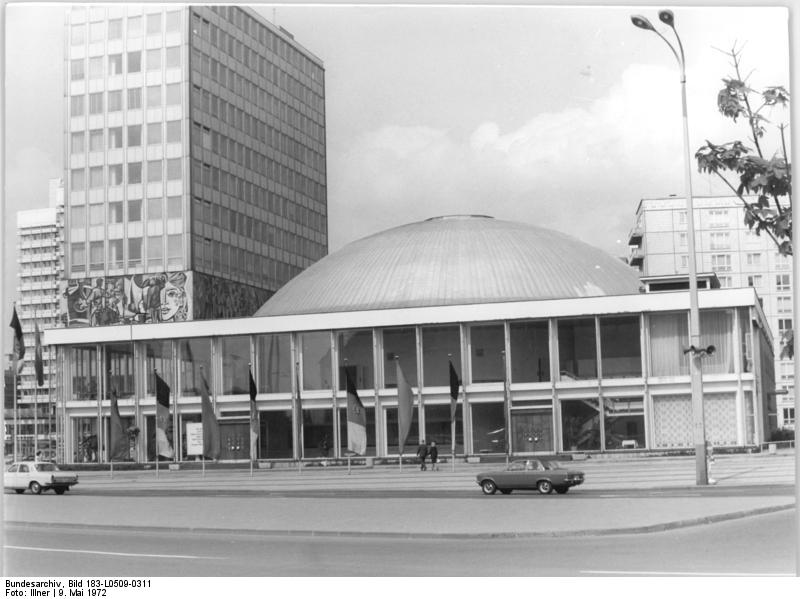
Außenansicht von der Alexanderstraße, 1972

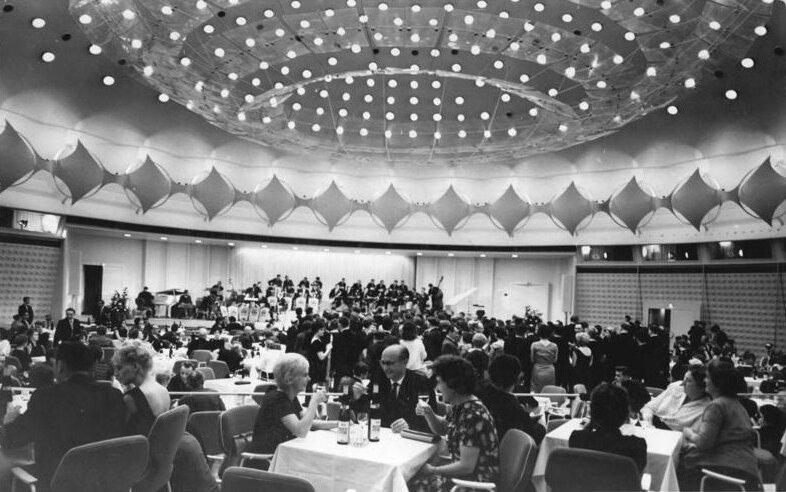
Innenansicht: Kuppelsaal, 1964

Von 1970 bis zum Bau des Palastes der Republik im Jahr 1976 diente die Kongresshalle als Tagungsort der Volkskammer der DDR. Die dem Haus des Lehrers angeschlossene Kongresshalle sollte nicht nur für die Lehrerbildung genutzt werden. Der Kuppelbau in Stahlbeton-Schalenbauweise hat einen runden Innenraum, um den sich zweigeschossige Flachbauten herumziehen. Hier befanden sich kleinere Veranstaltungsräume sowie eine Imbissgaststätte. Der Kuppelsaal verfügt über 1000 Sitzplätze und wurde mit damals modernster Technik ausgestattet. Zu DDR-Zeiten diente er der Veranstaltung von Kongressen, Konzerten, Tanzaufführungen oder auch Feierlichkeiten des Magistrats. In den 1980er Jahren stellte sich heraus, dass die Akustik des Kuppelsaals nicht optimal war, der Magistrat ließ mögliche bauliche Veränderungen prüfen. Dies führte dazu, dass im Deckenbereich kleine Mehrflächner angebracht wurden, die ein besseres Klangbild ergaben.

## Seit 1990
Nach der politischen Wende mit der Wiedervereinigung der Stadt Berlin entstand die Situation, dass dem nun zuständigen Senat zwei Kongresshallen gehörten: die West-Berliner Kongresshalle im Tiergarten (seit 1989 Sitz des Hauses der Kulturen der Welt) und die Ost-Berliner Kongresshalle am Alexanderplatz. Der gesamte Baukomplex am Alex konnte an den Zusammenschluss der bcc-Grundstücksgesellschaft und der Wohnungsbaugesellschaft Mitte verkauft werden. Diese investierte rund 15 Millionen Euro für eine Komplettsanierung und einen denkmalgerechten Umbau. In den Jahren 2001 bis 2003 war das Veranstaltungsgebäude deswegen geschlossen. 

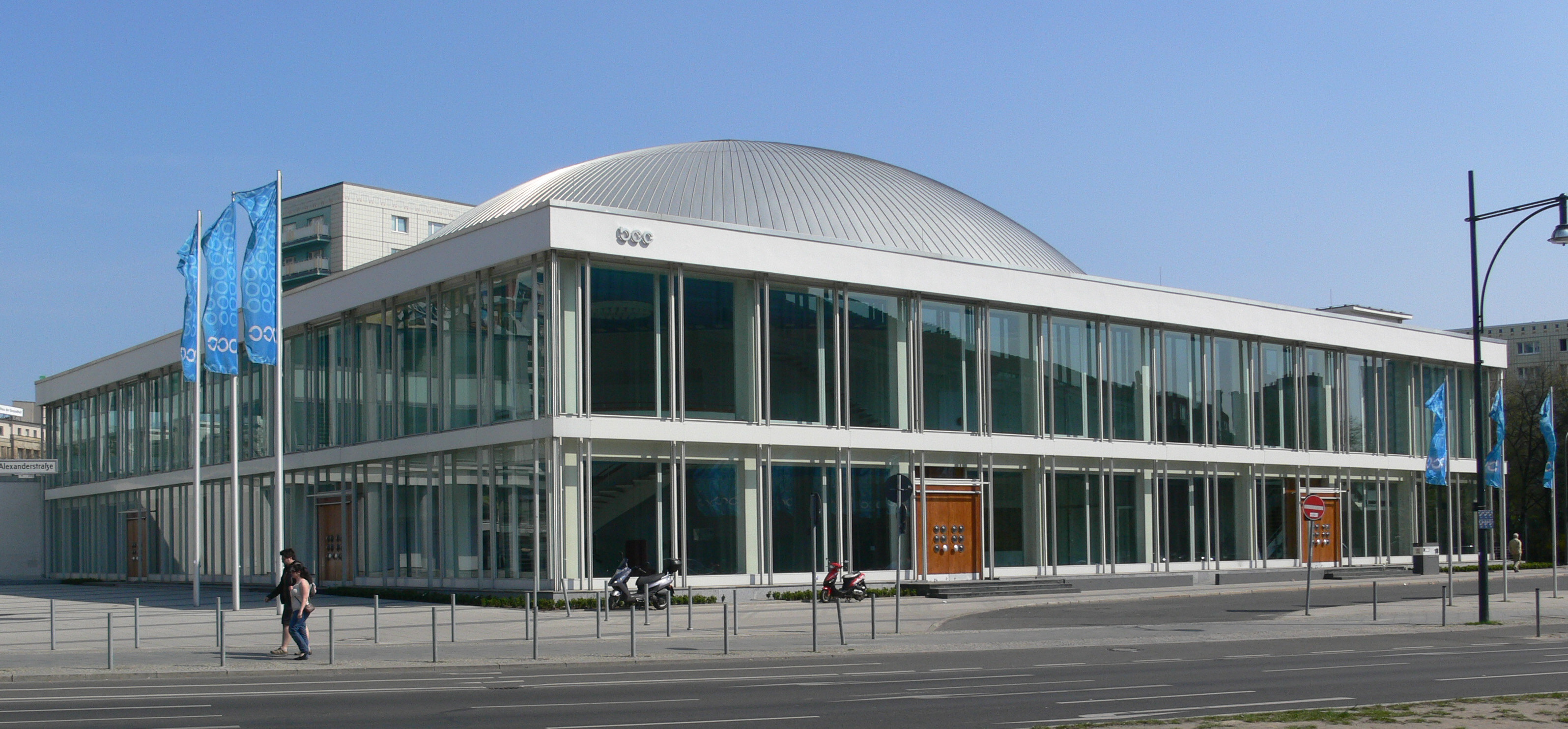
Ansicht von der Alexanderstraße, 2009

Bis zur Wiedereröffnung im September 2003 wurden im Gebäude der Kongresshalle insgesamt 23 Veranstaltungsräume mit bis zu 2500 Sitzplätzen für Großveranstaltungen eingerichtet und die gesamte Veranstaltungstechnik erneuert. Außerdem kamen nun – nach vorherigen praktischen Versuchen an der Technischen Universität Berlin an einem 3D-Modell der Halle – neuartige Lautsprecher im Kuppelsaal zum Einsatz, die gute und gleichmäßige Klangqualität garantieren. Die Bestuhlung wurde gegen eigens für die Kongresshalle entwickelte und produzierte Stühle mit roten Polstern und Klappsitzen ausgetauscht, der Fußboden behielt den schwarzen Naturschiefer, die Wandfarben wurden entsprechend den ursprünglichen Ausstattungsplänen aufgefrischt.

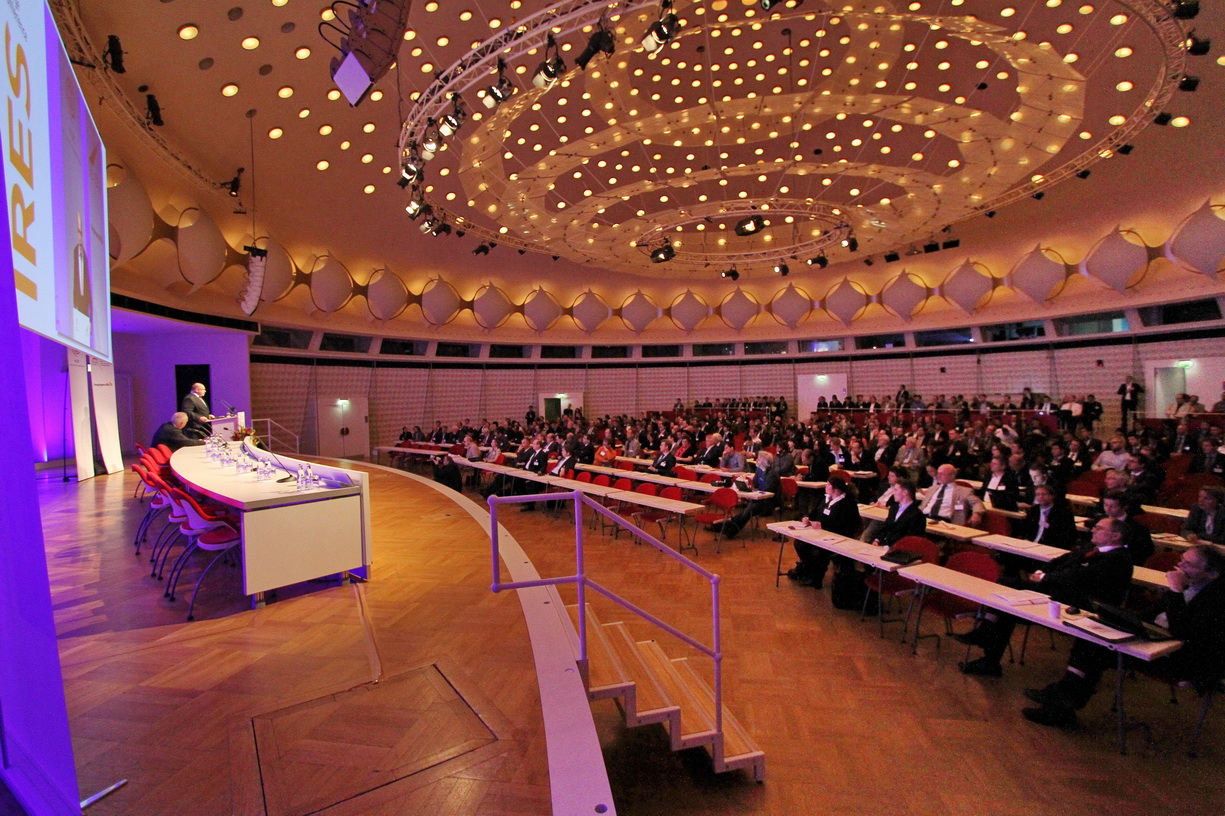
Kuppelsaal, 2012

Die Kongresshalle am Alexanderplatz wird unter dem Namen Berlin Congress Center (bcc) vermarktet. Seit 2003 fanden hier unter anderem regelmäßig Versammlungen des Chaos Computer Clubs (CCC) statt, auch internationale Veranstaltungen von Ärzten, Wissenschaftlern, Künstlern oder Politikern, Filmpremieren oder Preisverleihungen gab es hier bereits. Der Geschäftsführer des bcc, Helo Brackenhoff, beschreibt die Kongresshalle mit folgenden Worten: „Dieses Haus ist in seiner Kombination von klaren Formen, ausgesuchten Materialien wie Aluminium und dem ungewöhnlichen Farbspektrum so einzigartig. Wobei der Kuppelsaal sicher ein Highlight ist. […] Das Haus hat auch keine typische DDR-Architektur, sondern ist in einer Zeit entstanden, in der die Architekten Freiräume hatten.“